# Schone van Boskoop

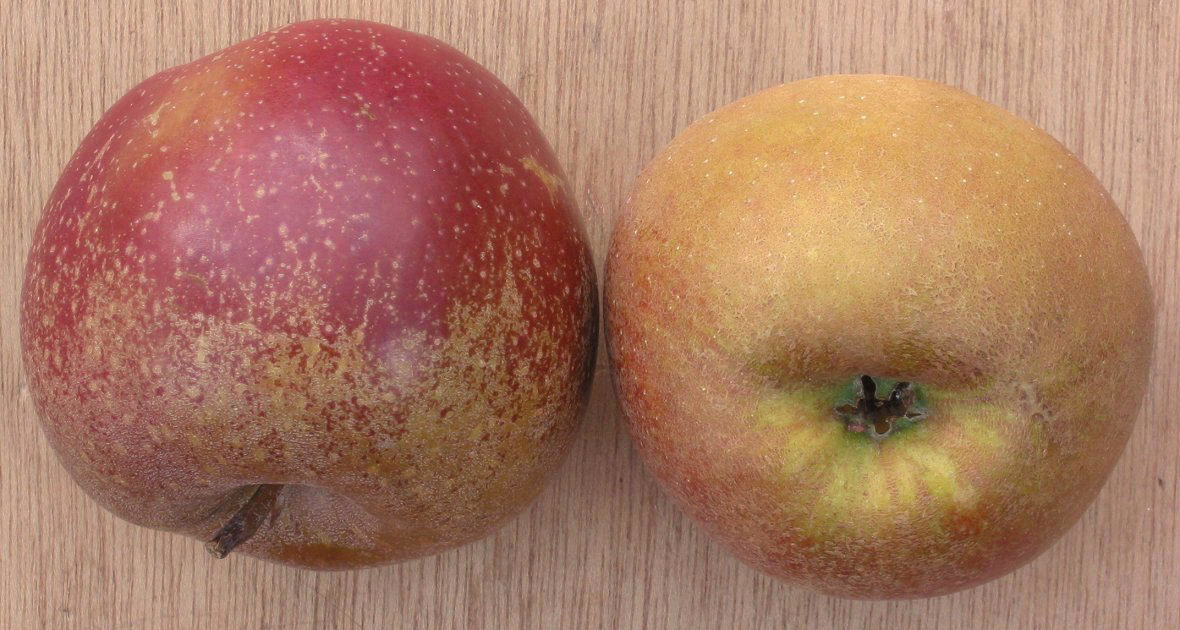
'Schone van Boskoop'

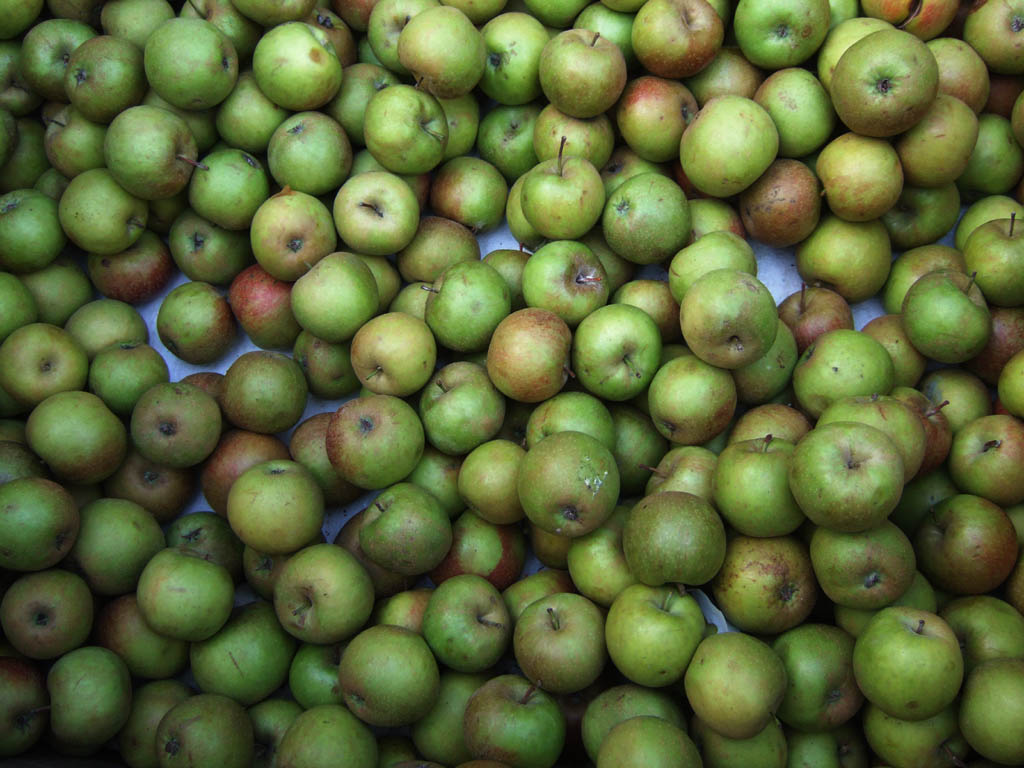
'Schone van Boskoop'

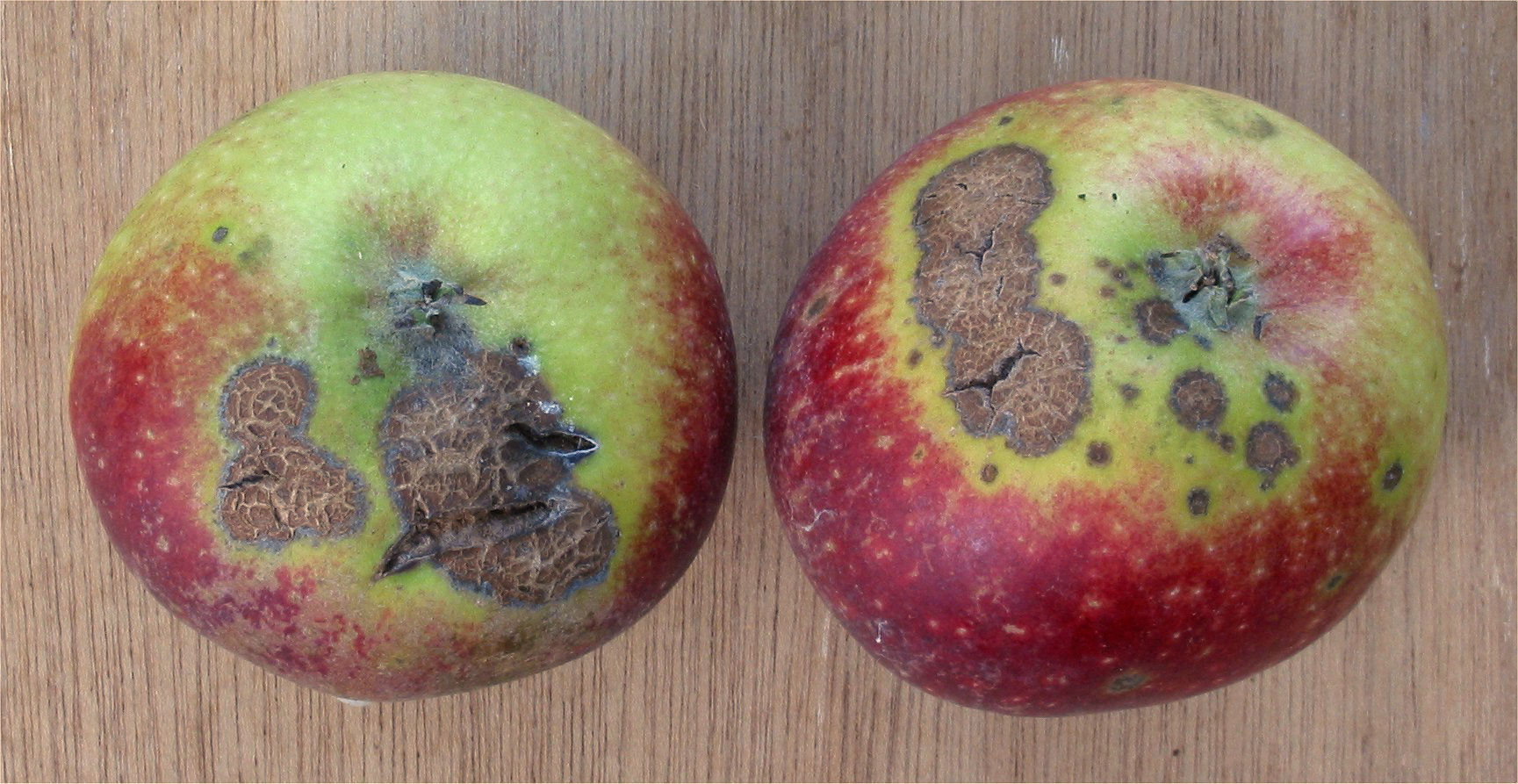
Schurftaantasting

Schone van Boskoop, ook goudrenet, goudreinet of goudreinette genoemd, is een appelras. Het is niet helemaal zeker of het ras een afgeleide van Reinette van Montvoort is of dat het een zelfstandig ras is dat vanaf 1853 in Boskoop door boomkweker P.A. Ottolander is ontwikkeld. Vanaf 1863 verspreidde zich het appelras door de Lage Landen.
De appels zijn dofgeel tot lichtrood. De kleur is afhankelijk van de ondergrond. Bij boomgaarden met gras kleuren de appels sterker dan bij boomgaarden met aarde. De appels zijn vanaf oktober plukrijp. Door de appel lang te laten hangen wordt het suikergehalte hoger.
Schone van Boskoop is een stevige, zurige appel en heeft een droge, soms ruwe, schil. Het klokhuis is klein en heeft weinig zaad. Omdat de appel zurig en stevig is, wordt hij veel gebruikt voor producten die verhit worden, zoals appelmoes. Bij gebak behoudt de appel zijn smaak en structuur, zodat de appel ook goed toepasbaar is in appeltaart. Bij pasteurisatie blijft een typische appelsmaak beter behouden dan bij andere appels het geval is. 
De goudrenet is de grootste hand- en moesappel in België en Nederland. Typische afmetingen zijn 82 mm breed, 76 mm hoog, gewicht 205 gram.
Vergelijkbare rassen zijn Reinette Coulon, Kasseler Reinette, Reinette du Canada, Zabergäu, Reinette Grise d'Automne en Damason’s Reinette. Het ras kent vele kleurmutanten, die te onderscheiden zijn in drie groepen:
- Schone van Boskoop (zie afbeelding)
- Rode Boskoop "Schmitz Hubsch" of Boskoop Bieling
- Rode Boskoop "Verheul", "Kalfs", "Vogelaar" en "Lambrechts"